# Harald Genzmer

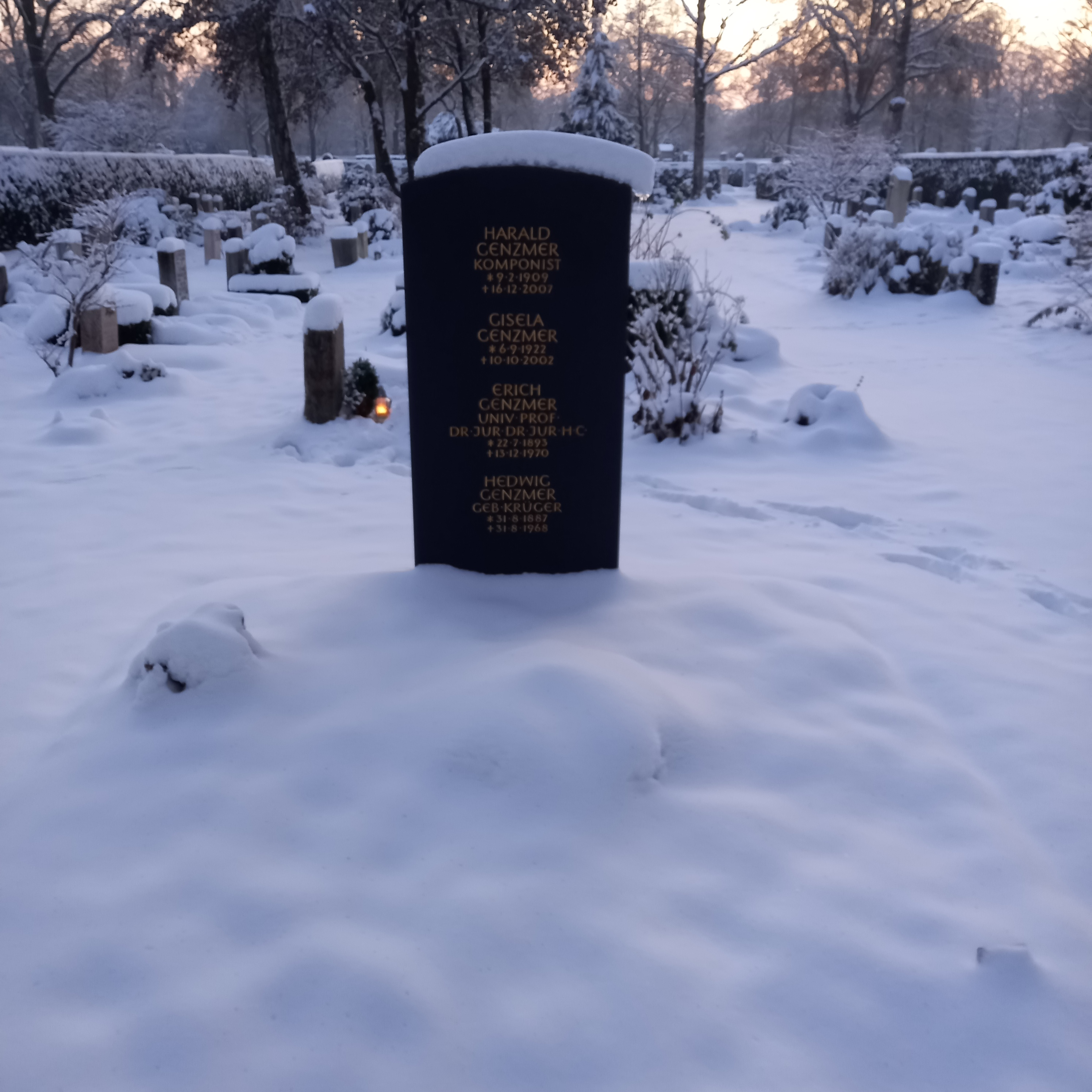
Das Grab von Harald Genzmer im Familiengrab auf dem Nordfriedhof (München)

Harald Genzmer (* 9. Februar 1909 in Blumenthal, Provinz Hannover; † 16. Dezember 2007 in München) war ein deutscher Komponist.

## Biografie
Genzmer war der Sohn des Rechtshistorikers Felix Genzmer. Er  besuchte die Schulen in Posen, Berlin und Rostock. 1927 legte er in Marburg das Abitur ab. Bereits in jungen Jahren erhielt er Klavier- und Orgelunterricht. Er studierte von 1928 bis 1934 Komposition an der Berliner Hochschule für Musik bei Paul Hindemith, der ihn maßgeblich prägte. Außerdem hörte er Vorlesungen des Musikwissenschaftlers Curt Sachs.
Genzmer war während seiner Studienzeit und auch später immer wieder mit Oskar Sala, dem Protagonisten des Trautoniums, verbunden. Seine zahlreichen Werke für dieses Instrument und das Klavier müssen als Kriegsverlust gelten. Er begleitete Sala oft auf seinen Konzertreisen.
In der Zeit des Nationalsozialismus arbeitete er von 1934 bis 1937 als Korrepetitor und später als Studienleiter an der Oper Breslau, ab 1938 an der Volksmusikschule in Berlin-Neukölln. Bei den Olympischen Sommerspielen 1936 in Berlin erhielt er eine olympische Bronzemedaille in der Kategorie Solo- und Chorgesang für sein Werk Der Läufer. Seinen Militärdienst leistete er zunächst als Klarinettist und wurde dann freigestellt für Lazarettkonzerte.
Am 26. April 1940 wurde in Berlin seine Musik für Luftwaffenorchester, ein Auftragswerk des Reichsluftfahrtministeriums, uraufgeführt. Am 28. Oktober 1940 fand die Uraufführung seines Konzerts für Trautonium statt. 1942 erhielt er einen Staatszuschuss von 2000 Mark vom Propagandaministerium. Seine Konzertsuite wurde am 6. März 1943 vom Stabsmusikkorps des SS-Führungshauptamts aufgeführt. In der Endphase des Zweiten Weltkriegs nahm ihn Adolf Hitler im August 1944 in die Gottbegnadeten-Liste der wichtigsten Komponisten auf, was ihn vor einem Kriegseinsatz bewahrte.
1946 wurde Genzmer als Stellvertretender Direktor und Professor für Komposition an die neu gegründete Hochschule für Musik Freiburg berufen. Von 1957 bis 1974 lehrte er Komposition an der Hochschule für Musik in München. Die Dirigentin Hortense von Gelmini führte 1971 seine Sonatina für Streicher auf. Seine 3. Sinfonie für großes Orchester entstand 1983/86 als Auftragskomposition für die Münchner Philharmoniker und wurde im gleichen Jahr unter der Leitung von Sergiu Celibidache uraufgeführt. Bis 2007 komponierte Genzmer, u. a. seine Keltischen Impressionen in vier Sätzen – für Flöte und Keltische Harfe.
Schüler von Genzmer waren Barbara Heller, Robert Helmschrott, Bertold Hummel, Heinz Winbeck, Wolfram Menschick und Friedrich Zehm.

## Werke
Genzmer schrieb Orchester-, Kammermusik und Chorwerke, auch schuf er zahlreiche Werke für Klavier und Orgel. Die Bühnenmusik beschränkt sich auf das Ballett Der Zauberspiegel (1965). Musikalisches Denken und musikalische Praxis sind bei Harald Genzmer untrennbar miteinander verwoben – Komposition, Lehre und Aufführungspraxis bilden eine Einheit. Der Komponist zeigt mit ausgefallenen Besetzungen Experimentierfreudigkeit, etwa mit Werken für Saxofon, Glasharfe oder Trautonium.

### Orchesterwerke
- Konzert-Suite (1939)
- Sinfonische Musik (1941)
- Bremer Sinfonie (1942)
- Festliches Vorspiel (1945)
- Pachelbel-Suite (1946)
- Konzert in C (1948)
- Kokua, Tanzsuite für großes Orchester (1951)
- Sinfonietta für Streichorchester (1953)
- Divertimento di danza für Streichorchester (1953)
- 1. Sinfonie (1957, Neufassung 1970)
- 2. Sinfonie für Streichorchester (1958)
- Prolog (1959)
- Zweites Orchesterkonzert (1963)
- Sonatina prima für Streicher (1967)
- Miniaturen für Streicher (1976)
- Hölderlin-Fragmente I–V – Musik für großes Orchester nach Worten Friedrich Hölderlins (1977)
- 3. Sinfonie für großes Orchester (1983/86)
- 4. Sinfonie für großes Orchester (1990)
- 5. Sinfonie für großes Orchester (1998)

### Konzerte
- Konzert für Klavier und Orchester Nr.1 (1938/39)
- Konzert für Trautonium und Orchester (1936, Zweitfassung 1939/1940)
- Concertino für Klavier, Flöte und Streichorchester (1946/1957)
- Konzert für Klavier und Orchester Nr.2 (1948)
- Konzert für Violoncello und großes Orchester (1950)
- Konzert für Mixtur-Trautonium und großes Orchester (1952)
- Konzert für Flöte und Orchester (1954)
- Kammerkonzert für Oboe und Streichorchester (1957)
- Konzert für Violine und Orchester (1959)
- Divertimento giocoso für zwei Holzbläser und Streichorchester (1960)
- Concertino für Klavier und Streicher (1963)
- Konzert für Harfe und Streichorchester (1965)
- Konzert für Viola und Orchester (1967)
- Konzert für Orgel und Orchester (1970)
- Konzert für Klavier und Orchester Nr. 3 (1974)
- Konzert für Schlagzeug und Orchester (1978)
- Concerto für vier Hörner und Orchester (1986)
- Concerto in G für zwei Gitarren und Orchester (1989)
- Konzert für zwei Trompeten und Orgel (1990) Uraufführung Otto Sauter, Bo Nilsson
- Concertino für Flöte, Oboe (oder 2. Flöte) und Streichorchester (1998)
- Konzert für drei Trompeten in C und Streichorchester (1998)
- Konzert für Trompete, Klavier und Streicher (1999)

### Soli, Chor und Orchester
- Drei Lieder für Sopran und Orchester (1942)
- Drei Hymnen für drei Soli, Chor und Orchester (1946), nach einem Text von Gertrud von le Fort
- Racine-Kantate für Baritonsolo, Chor und Orchester (1949), nach Texten von Jean Racine
- Messe in E für Sopran-, Alt- und Baritonsolo, Chor und Orchester (1953)
- Vom Abenteuer der Freude – Ein Gesang für Chor und Instrumente von Stefan Andres (1960)
- Ostermesse für Sopran- und Baritonsolo, Chor und Orchester (1961)

### Kammermusik
- 1. Sonate für Flöte und Klavier (1939)
- 1. Sonate für Bratsche und Klavier (1940)
- Septett für Harfe, Flöte, Klarinette, Horn, Violine, Viola und Violoncello (1944)
- Streichquartett Nr. 1 (1949)
- Streichquartett Nr. 2 (1954)
- Quintett für Flöte, Oboe, Klarinette, Horn und Fagott (1956/57)
- Erste Sonatine für Trompete in B und Klavier (1965)
- Quintett für zwei Trompeten, Horn, Posaune und Tuba (1970)
- Quartett für Oboe und Streichtrio (1975)
- Schlagzeugquartett (1982)
- Konzertante Musik für zwei Trompeten, zwei Posaunen und Orgel (1983)
- Quintett für Klarinette und Streichquartett (1995)
- Irische Gesänge für Sopran und Violine (1997)
- Miniaturen für drei Blockflöten (2000)
- Keltische Impressionen in vier Sätzen für Flöte und Keltische Harfe (2002–07)

### Chormusik
- 5 Chorlieder nach mittelhochdeutschen Texten für 4-8stimmigen gemischten Chor a cappella (1955)
- 3 Chorlieder vom Wein für Männerchor a cappella (1957)
- Irische Harfe – Gesänge für 4-8 stimmigen gemischten Chor a cappella (1965)
- 4 Petrarca-Chöre für gemischten Chor a cappella (1973–74)
- 3 Goethe-Chöre für Frauenchor a cappella (1982)

### Klavier- und Orgelmusik
- Erste Sonate für Klavier (1938)
- Spielbuch für Klavier (1942)
- Sonatine für Klavier (1958)
- Préludes für Klavier
- Sonate für Klavier zu vier Händen
- 3 Sonaten für Orgel
- Adventskonzert für Orgel
- Weihnachtskonzert für Orgel
- Osterkonzert für Orgel
- Pfingstkonzert für Orgel
- Suite in C für Klavier (1948)
- Tripartita in F für Orgel (1945)
- Sinfonisches Konzert Nr. 1 für Orgel (1973)
- Konzert für Schlagzeug und Orgel (1974)
- Fünfte Sonate für Klavier (1985)
- Introduktion und Variationen für Orgelduo (1985)
- Konzertantes Duo für Bariton-Saxophon und Orgel (1989)
- Te Deum Laudamus für drei Trompeten, drei Pauken und Orgel (1997)
- Musik der Trauer für Orgel (2003)

## Harald-Genzmer-Stiftung
Im Jahr 1992 gründete Harald Genzmer eine Stiftung „mit dem Zweck der Förderung der Neuen Musik“. Dies geschieht durch die Verleihung von Preisen sowie der Förderung von Komponisten, Interpreten und Musikwissenschaftlern durch Zuwendungen für musikalische Produktionen und Publikationen. Diese Stiftung, die Harald-Genzmer-Stiftung, führte er, so lange er lebte, als Alleinvorstand. Im Auswahl-Werkeverzeichnis der Stiftung sind seine Arbeiten für das NS-Militär wie z. B. die Fliegermusik in drei Sätzen für Militärkapellen im Auftrag des Reichsluftfahrtministeriums, erschienen beim damaligen Verlag Kistner&Siegel, nicht enthalten.

## Ehrungen (Auswahl)
- Musikpreis der Landeshauptstadt München (1962)
- Bundesverdienstkreuz 1. Klasse (1981)
- Bayerischer Maximiliansorden für Wissenschaft und Kunst (1991)
- Kulturpreis der Bayerischen Landesstiftung (1996)
- Bayerische Verfassungsmedaille (1998)